# Calephelis
Calephelis es un género de mariposas de la familia Riodinidae.

## Descripción
La especie tipo es Erycina virginiensis Guérin-Méneville, 1832, según designación posterior realizada por Int. Commn zool. Nom. en 1966.

## Diversidad
Existen 44 especies reconocidas en el género, 43 de ellas tienen distribución neotropical. Al menos 11 especies se han reportado en la región Neártica
- C. acapulcoensis
- C. argyrodines
- C. arizonensis
- C. aymaran
- C. azteca
- C. bajaensis
- C. borealis
- C. braziliensis
- C. browni
- C. burgeri
- C. candiope
- C. clenchi
- C. costaricicola
- C. dreisbachi
- C. exiguus
- C. freemani
- C. fulmen
- C. guatemala
- C. huasteca
- C. iris
- C. laverna
- C. matheri
- C. maya
- C. mexicana
- C. montezuma
- C. muticum
- C. nemesis
- C. nilus
- C. perditalis
- C. rawsoni
- C. sacapulas
- C. schausi
- C. sinaloensis
- C. sixola
- C. sodalis
- C. stallingsi
- C. tapuyo
- C. tikal
- C. velutina
- C. virginiensis
- C. wellingi
- C. wrighti
- C. yautepequensis
- C. yucatana

## Plantas hospederas
Las especies del género Calephelis se alimentan de plantas de las familias Asteraceae, Ranunculaceae, Euphorbiaceae, Bromeliaceae. Las plantas hospederas reportadas incluyen los géneros Senecio, Parthenium, Mikania, Cirsium, Baccharis, Clematis, Encelia, Eupatorium, Ageratina, Bebbia, Acalypha, Bromelia, Chromolaena, Calea, Fleischmannia, Verbesina.

## Galería

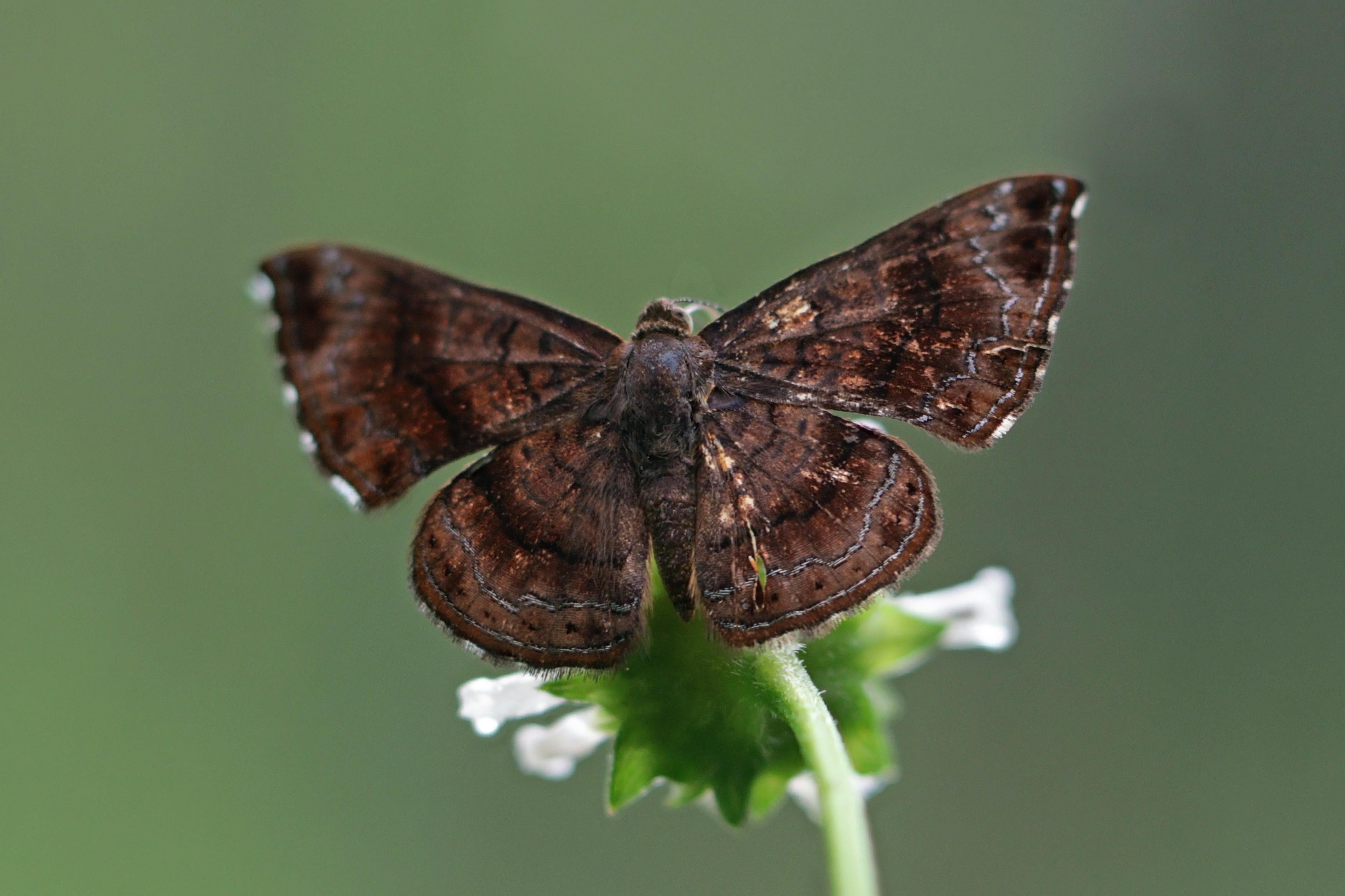
C. fulmen
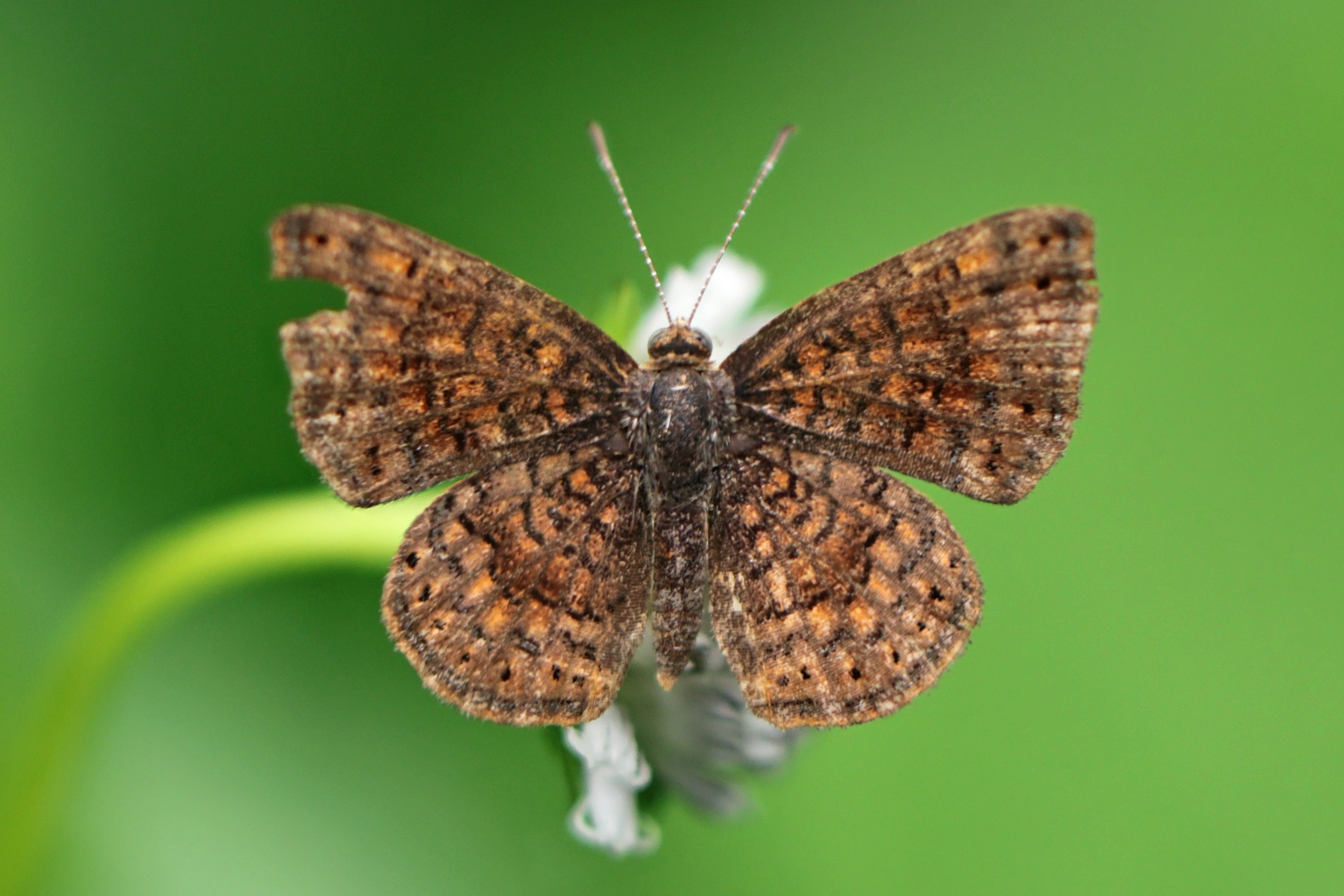
C. schausi hembra
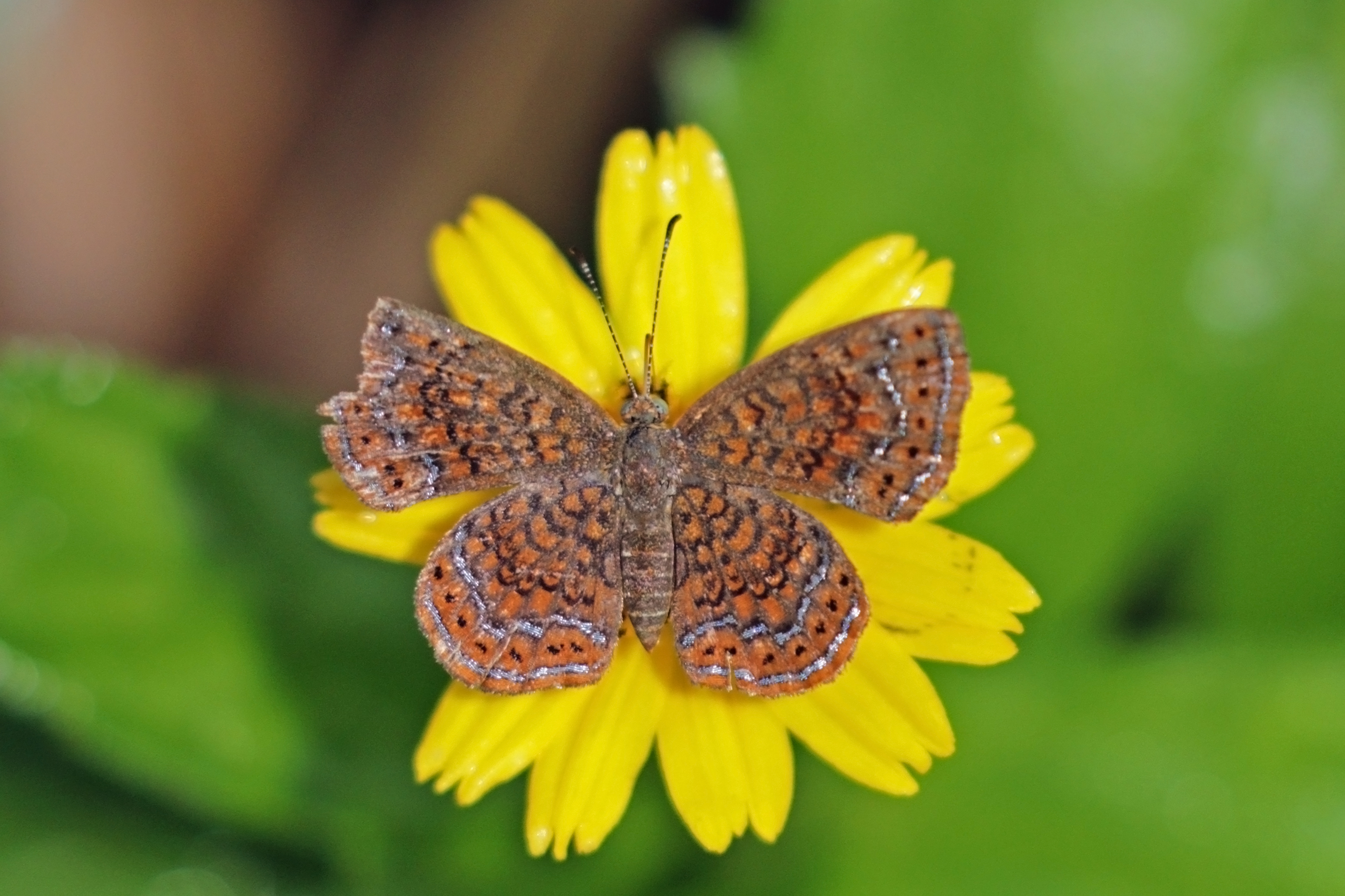
C. schausi
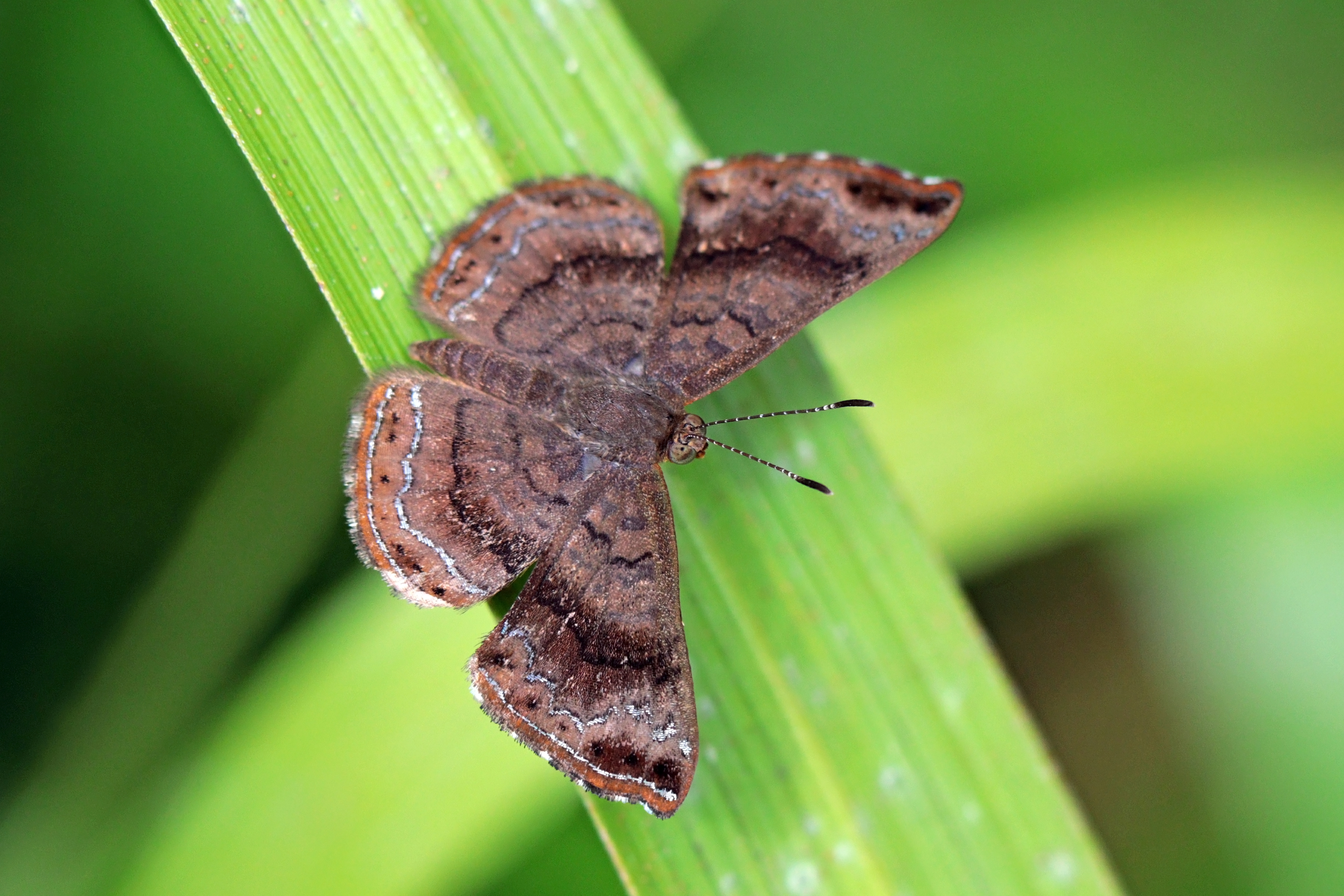
C. sixola